# John Mellencamp

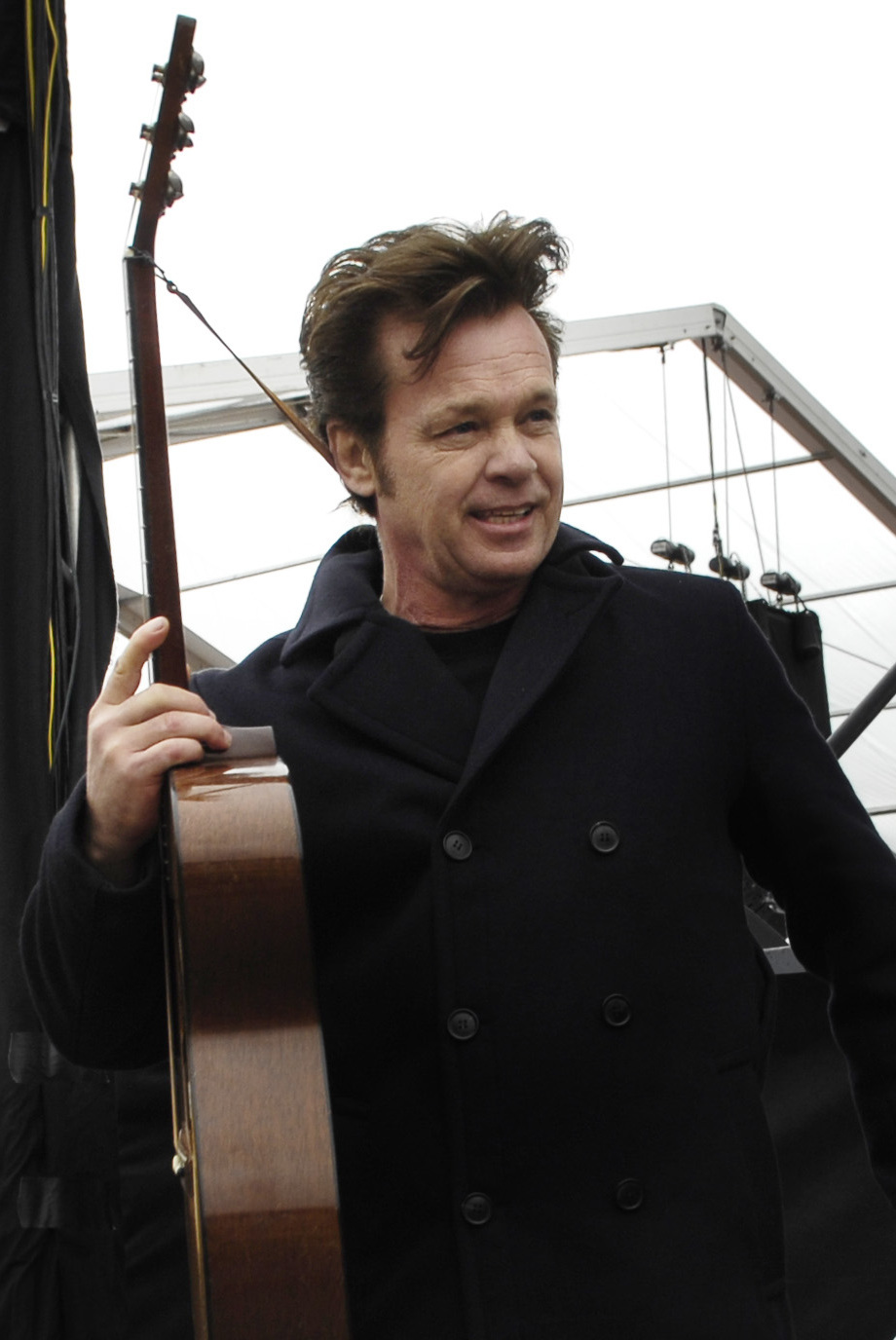
Mellencamp in 2007.

John Mellencamp, ook bekend onder de namen Johnny Cougar, John Cougar en John Cougar Mellencamp, (Seymour (Indiana), 7 oktober 1951) is een Amerikaanse rockmuzikant. Hij heeft wereldwijd meer dan 40 miljoen albums verkocht. Enkele van zijn bekendere albums zijn "American Fool" uit 1982, "Scarecrow" uit 1985 en "The Lonesome Jubilee" uit 1987. In september 1985 richtte hij met Willie Nelson en Neil Young de non-profitorganisatie Farm Aid op, die met jaarlijkse benefietconcerten geld inzamelt voor Amerikaanse boeren in financiële nood.

## Discografie
- Chestnut Street Incident (1976)
- A Biography (1978)
- John Cougar (1979)

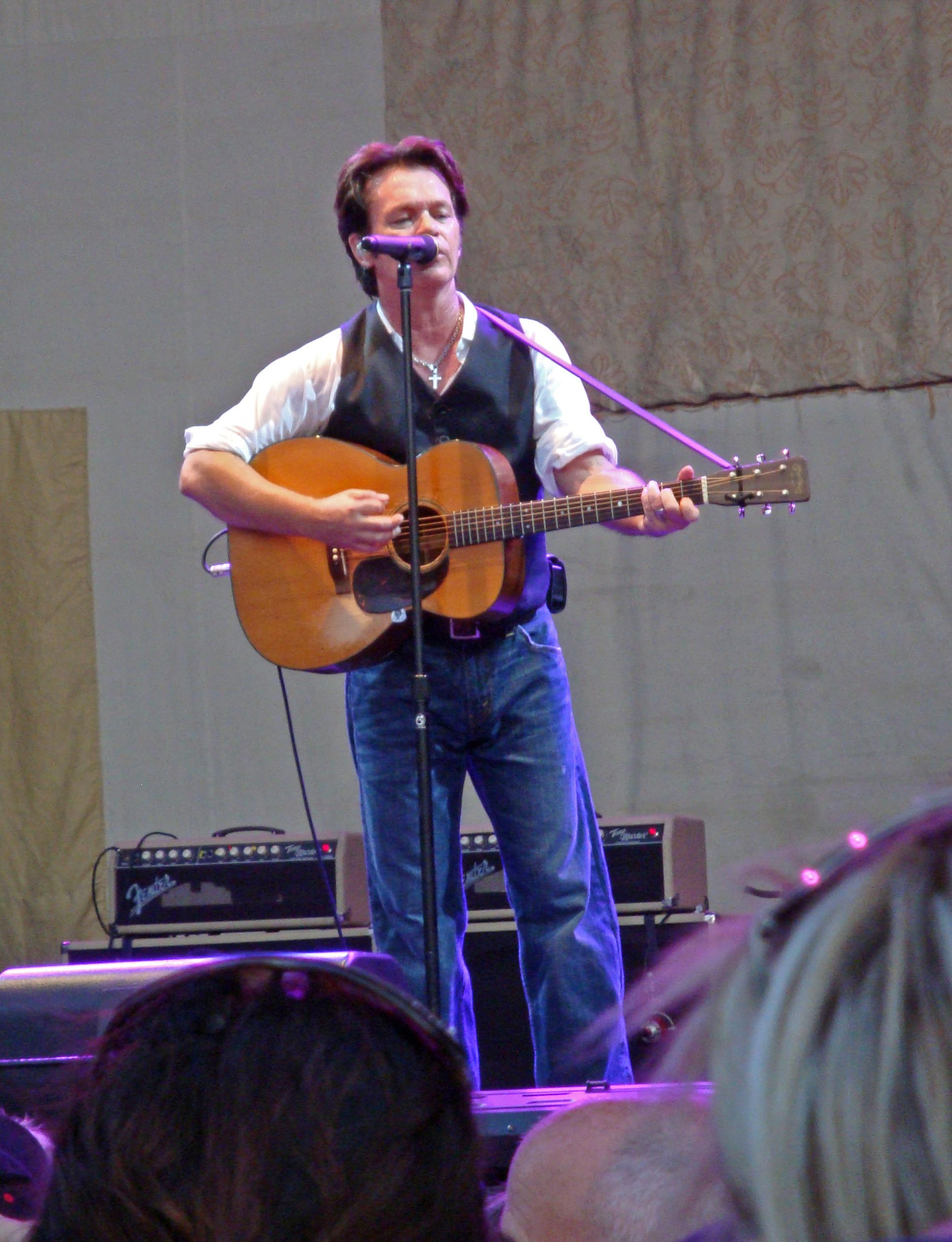
Mellencamp tijdens een optreden in Norfolk, Virginia op 25 juli 2009.

- Nothin' Matters and What If It Did (1980)
- American Fool (1982)
- The Kid Inside (1983)
- Uh-Huh (1983)
- Scarecrow (1985)
- The Lonesome Jubilee (1987)
- Big Daddy (1989)
- Whenever We Wanted (1991)
- Human Wheels (1993)
- Dance Naked (1994)
- Mr. Happy Go Lucky (1996)
- John Mellencamp (1998)
- Rough Harvest (1999)
- Cuttin' Heads (2001)
- Trouble No More (2003)
- Freedom's Road (2007)
- Life, Death, Love and Freedom (2008)
- No Better Than This (2010)
- Plain Spoken (2014)
- Sad Clowns & Hilbillies (2017)
- Strictly a One-Eyed Jack (2022)
- Orpheus Descending (2023)

## Hitnoteringen
| Album met eventuele hitnotering(en) in de Nederlandse Album Top 100 | Datum van verschijnen | Datum van binnenkomst | Hoogste positie | Aantal weken | Opmerkingen |
| ------------------------------------------------------------------- | --------------------- | --------------------- | --------------- | ------------ | ----------- |
| Human Wheels                                                        | 1993                  | 25-09-1993            | 87              | 3            |             |
| No Better Than This                                                 | 2010                  | 28-08-2010            | 93              | 1            |             |

| Single met eventuele hitnotering(en) in de Nederlandse Top 40 | Datum van verschijnen | Datum van binnenkomst | Hoogste positie | Aantal weken | Opmerkingen |
| ------------------------------------------------------------- | --------------------- | --------------------- | --------------- | ------------ | ----------- |
| Jack & Diane                                                  | 1982                  | 27-11-1982            | 31              | 2            |             |

- Bibsys: 71389
- Biblioteca Nacional de España: XX1546026
- Bibliothèque nationale de France: cb138973788 (data)
- Catàleg d'autoritats de noms i títols de Catalunya: 981060711862506706
- Gemeinsame Normdatei: 122306953
- International Standard Name Identifier: 0000 0001 2017 6095
- Library of Congress Control Number: n84088342
- MusicBrainz: 0aad6b52-fd93-4ea4-9c5d-1f66e1bc9f0a
- Nationale Bibliotheek van Tsjechië: xx0043827
- Nationale bibliotheek van Australië: 35540072
- Nationale Bibliotheek van Israël: 987007315602505171
- Nationale Bibliotheek van Polen: a0000001903564
- Nationale en Universitaire bibliotheek Zagreb: 000198083
- Nederlandse Thesaurus van Auteursnamen: 07012180X
- Réseau des bibliothèques de Suisse occidentale: 02-A003582203
- RKD-Nederlands Instituut voor Kunstgeschiedenis: 246838
- SNAC: w6477d6s
- Système universitaire de documentation: 078069599
- Virtual International Authority File: 29718762